# Vaccí contra la malària
Una vacuna contra la malària és una vacuna que s'utilitza per prevenir la malària. L'única vacuna aprovada a partir del 2021 és RTS,S, coneguda amb la marca Mosquirix. Requereix quatre injeccions.
La investigació continua amb altres vacunes contra la malària. La vacuna contra la malària que sembla més eficaç és la R21/Matrix-M, amb una taxa d'eficàcia del 77% mostrada en els assaigs inicials, i amb nivells d’anticossos significativament més alts que amb la vacuna RTS,S. És la primera vacuna que compleix l'objectiu de l'Organització Mundial de la Salut (OMS) d'una vacuna contra la malària amb almenys un 75% d'eficàcia.

## Consideracions
La tasca de desenvolupar una vacuna preventiva contra la malària és un procés complex. Hi ha una sèrie de consideracions a fer sobre quina estratègia hauria d’adoptar una vacuna potencial.

### Diversitat de paràsits
El P. falciparum ha demostrat, en el canvi evolutiu, la capacitat, a través del desenvolupament de múltiples paràsits resistents als fàrmacs. L'espècie Plasmodium té una taxa de replicació molt alta, molt superior a la realment necessària per garantir la transmissió al cicle vital del paràsit. Això permet que els tractaments farmacèutics que siguin efectius per reduir la velocitat de reproducció, així, com que no s'atura, s'exerceix una pressió de selecció elevada, afavorint el desenvolupament de resistències. El procés de canvi evolutiu és una de les consideracions clau necessàries a l'hora de considerar possibles candidats a la vacuna. El desenvolupament de la resistència podria causar una reducció significativa de l'eficàcia de qualsevol vacuna potencial, cosa que tornaria inútil un tractament eficaç i acuradament desenvolupat.

### Abordar la clínica o la font
El paràsit indueix dos tipus principals de resposta del sistema immunitari humà. Es tracta d'immunitat antiparasitària i immunitat antitòxica.
- La "immunitat antiparasitària" s'adreça a la font; consisteix en una resposta d'anticossos (immunitat humoral) i una resposta immune mediada per cèl·lules (immunitat cel·lular).
- La "immunitat antitòxica" tracta els símptomes; es refereix a la supressió de la resposta immunitària associada o bé a la producció de factors que indueixen símptomes o bé a reduir l'efecte que qualsevol subproducte tòxic (per la presència del Plasmodium) que té sobre el desenvolupament de la malaltia.

Una vacuna candidata ideal intentaria generar una resposta més mediada per cèl·lules i anticossos en la presentació de paràsits.

### Objectius potencials
| Etapa del paràsit   | Objectiu |
| ------------------- | --- |
| Esporozoït          | Invasió d'hepatòcits; anti-esporozoït directe |
| Hepatozoït          | Anti-hepatozoït directe. |
| Eritrocític asexual | Eritròcit anti-hoste, anticossos que bloquegen la invasió; lligand antireceptor, toxina antisoluble                                                 |
| Gametòcits          | Anti-gametòcit. Eritròcit anti-hoste, anticossos que bloquegen la fecundació, anticossos que bloquegen la sortida de l'intestí mitjà dels mosquits. |

## Vacunes aprovades
- RTS,S

## Vacunes en desenvolupament
- R21/Matrix-M
- Millora amb nanopartícules de la RTS,S
- Vacuna PfSPZ
- Vacuna d'ARN contra la PMIF[5]

## Vacunes descartades

### Vacuna de Patarroyo
El primer a descobrir una vacuna sintètica contra la malària va ser el doctor Manuel Elkin Patarroyo, d'origen colombià. Entre 1986 i 1988 la vacuna sintètica (SPF66) va ser creada i provada en una colònia de micos de la regió amazònica, els Aotus trivirgatus, i en un grup de joves batxillers voluntaris que prestaven el seu servei militar. No obstant això, allà van començar els problemes, ja que els interessos econòmics en joc entorpir l'aplicació massiva de la vacuna.
La vacuna es va provar en més de 41.000 voluntaris a Amèrica Llatina, on a principis de 1994 van ser inoculats 45 voluntaris que van demostrar que la vacuna indueix una forta resposta immunitària (entre un 40 i un 60% en els adults, i fins a un 77% en els nens) contra la malària, sense provocar greus efectes secundaris. Finalment, després de ser avaluada en Gàmbia, Tanzània i Tailàndia.
Els assaigs clínics van demostrar que no era prou eficaç, amb un 28% d'eficàcia a Amèrica del Sud i una eficàcia mínima o nul·la a Àfrica.

## Història
Els primers estudis prometedors que demostren la possibilitat d'una vacuna contra la malària es van realitzar el 1967 per la immunització de ratolins amb esporozoits atenuats per radiació, que brinden protecció al voltant del 60% dels ratolins posterior a la injecció amb normal, viable esporozoits. Des de la dècada de 1970, s'ha produït un considerable esforç per desenvolupar estratègies de vacunació similars en els éssers humans. Es va determinar que una persona pot protegir-se d'una infecció per Plasmodium falciparum si rep picades de més de mil mosquits infectats per la irradiació. En general, s'ha acceptat que no és pràctic sotmetre a les persones de risc a aquesta estratègia de vacunació, però aquesta idea ha estat qüestionada pel treball que del doctor Stephen Hoffman, de Sanaria, un dels principals investigadors que originalment va seqüenciar el genoma de Plasmodium falciparum. El seu treball més recent ha girat entorn de la solució del problema de logística de la preparació i aïllament dels paràsits equivalents als mil mosquits irradiats, per a l'emmagatzematge massiu i la inoculació dels éssers humans. La companyia ha rebut recentment diverses multimilionàries subvencions de la Fundació Bill i Melinda Gates i el govern dels EUA a principis de començar els estudis clínics en 2007 i 2008. L'Institut de Recerca Biomèdica de Seattle (SBRI), finançat per la Iniciativa Vacuna contra la Malària, assegurava el 2009 als possibles voluntaris que els assaigs clínics no serien un risc per a la seva salut. Si bé molts voluntaris a Seattle realment van contraure la malaltia, la soca clonada utilitzada en els experiments es pot curar, i no causa una forma recurrent de la malaltia.
La revista The Lancet publicà el 16 d'octubre del 2004 els resultats inicials del major assaig clínic d'una vacuna contra la malària en Àfrica, en un article l'autor principal del qual és Pedro Alonso, professor del Departament de Salut Pública de la Facultat de Medicina de la Universitat de Barcelona i titular de la Càtedra UNESCO del Medi Ambient i Desenvolupament Sostenible en la UB.